# Edeka Rhein-Ruhr
Edeka Rhein-Ruhr (Eigenschreibweise EDEKA Rhein-Ruhr) ist eine Regionalgesellschaft innerhalb des Edeka-Verbunds. Als solche ist die Gesellschaft ein Großhändler und für einen optimal koordinierten Einkauf, Vermarktung der Produkte, effiziente Logistik, Entwicklung von neuen Standorten bis hin zu rückwärtigen Prozessen, wie z. B. Personalentwicklung, Personal- und Rechnungswesen zuständig. Neben der Betreuung der selbstständigen Einzelhändler betreibt die Edeka Rhein-Ruhr auch Verbrauchermärkte im Lebensmittel- und Getränkesektor. Darüber hinaus gehören auch Produktionsbetriebe (Fleischhof Rasting und Bäckerei Büsch) zur Gesellschaft. Das Unternehmen hat seinen Sitz in Moers. Das Gebiet der Gesellschaft erstreckt sich auf Nordrhein-Westfalen sowie kleine Teile von Niedersachsen und Rheinland-Pfalz. Als genossenschaftlich organisierter Verbund sind die Edeka-Kaufleute die Besitzer der Regionalgesellschaft Edeka Rhein-Ruhr.

## Geschichte

### Gründungen der späteren Edeka-Genossenschaften (1907–1959)
Auf dem heutigen Absatzgebiet der Edeka Rhein-Ruhr kam es ab 1907 zur Gründung verschiedener, späterer Edeka-Genossenschaften. Bereits im ersten Jahr entstanden die später genannten Edeka Bochum (Statut vom 21. Januar 1907), Edeka Wuppertal (Statut vom 25. März 1907) und Edeka Mittelrhein (Statut vom 22. Mai 1907). Am 15. März 1910 wurde das Statut der Genossenschaft Edeka Essen sowie am 12. Dezember 1911 das Statut der Edeka Aachen veröffentlicht. Mit der Gründung einer Genossenschaft, die später als Edeka eGmbH mit Sitz in Hagen-Delstern firmierte, kam es mit der Errichtung des Statuts am 30. April 1912. Eine Edeka-Großhandel mit Sitz in Arnsberg folgte im Februar des Folgejahres (Statut vom 5. Februar 1913). Zu einer weiteren Gründung kam es mit der Veröffentlichung des Statut der später Edeka Iserlohn genannten Genossenschaft am 12. Oktober 1920. Schon am 18. Januar 1921 wurde das Statut der späteren Edeka Münsterland eGmbH festgestellt. Mit der Gründung der Edeka Paderborn folgte im März 1923 (Statut vom 4. März 1923) eine weitere Genossenschaft. Bereits im November 1932 wurde die Feinkost-Einkauf eGmbH mit Sitz von der ebenfalls in Köln gegründeten und späteren Edeka-Genossenschaft übernommen. Das Statut jener Genossenschaft ist auf den 15. Juni 1903 datiert. Das Statut der Genossenschaft Edeka Duisburg wurde am 15. August 1933 festgestellt, es folgte am 23. Juli 1934 das Statut der Edeka Mönchengladbach. Neben der späteren Edeka Köln-Düsseldorf übernahm die Edeka Essen als eine der ersten auf dem heutigen Absatzgebiet befindlichen Genossenschaften bereits ab 1942 im Laufe der nächsten Jahre gleich mehrere Genossenschaften. So verschmolzen die „Gedeko“ Einkaufsgenossenschaft der Kolonialwarenhändler eGmbH (Essen) im April 1942, die Borbecker Einkaufsring Einkaufsgenossenschaft der Lebensmittelhändler eGmbH (Essen-Borbeck) im Januar 1952 und die Einkovel eGmbH (Lebensmittelgroßhandlung in Velbert) im Juni 1963.  Am 26. August 1956 änderte sich der Name einer Genossenschaft auf dem heutigen Absatzgebiet in Edeka Sieg-Rhein eGmbH. Der Sitz der Genossenschaft wurde zum gleichen Zeitpunkt von Siegburg nach St. Augustin-Menden verlegt.

### Erste Zusammenschlüsse (1960–1969)
Im April 1963 begann mit der Verschmelzung der Edeka Großhandel Geilenkirchen eGmbH auf die Edeka Aachen, der sich durch Verschmelzung im Juni 1966 auch die Edeka Großeinkauf Düren Rhld. eGmbH mit Sitz in Düren anschloss, eine ganze Reihe an Zusammenschlüsse von Edeka-Genossenschaft in Nordrhein-Westfalen. Nur einen Monat zuvor wurde mit einer in Recklinghausen ansässigen Genossenschaft eine weitere im Edeka-Verbund gegründet, das Statut wurde dabei am 22. Mai 1966 errichtet. Bereits im Folgejahr kam es zur Verschmelzung der Edeka Großhandel Datteln eGmbH aus Datteln auf die dann Edeka Recklinghausen-Datteln genannte Genossenschaft. Ebenfalls 1967 kam es zum Zusammenschluss der Edeka-Großhandel eGmbH aus Hamm und der Edeka Lünen eGmbH (Lünen), die beide in der Edeka Ruhr-Lippe, mit Sitz in Dortmund, aufgingen. Ob weitere Genossenschaft an dieser Verschmelzung beteiligt waren, ist nicht abschließend geklärt. Eine weitere Verschmelzung erfolgte mit der Edeka Emscher eGmbH am 28. Februar 1968 auf die Edeka Essen. Zu diesem Zeitpunkt waren bereits die Edeka-Großhandel eGmbH, mit Sitz in Horrem, im Oktober 1963 sowie die Edeka Düsseldorf, im November 1967 auf die ab 1967 Edeka Köln-Düsseldorf eGmbH genannte Genossenschaft verschmolzen.

### Die Jahrzehnte der Fusionen (1970–1989)

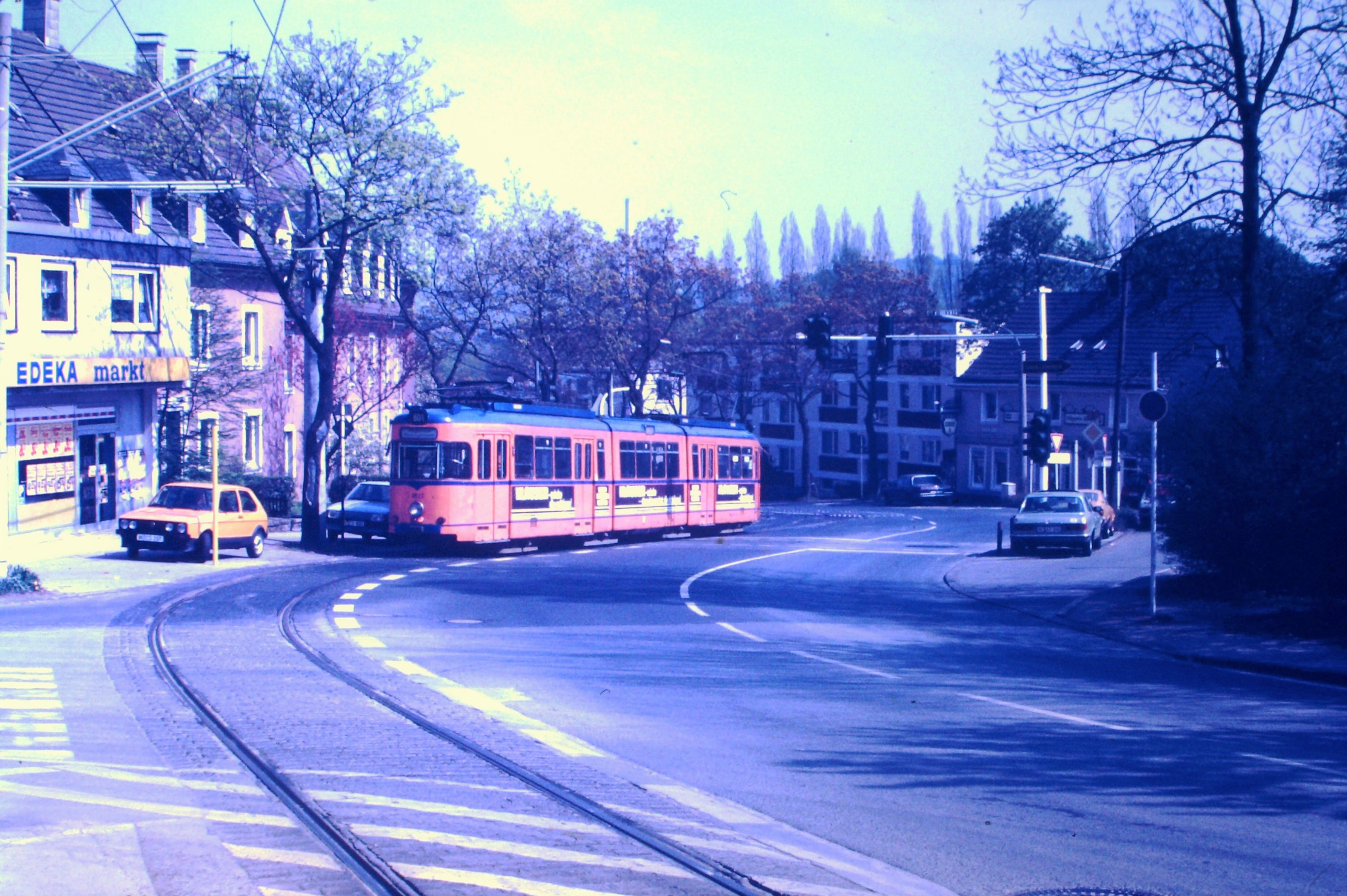
Ein EDEKA-Markt in der Wuppertaler Düsseldorferstraße, am 26. April 1987

Mit der Verschmelzung der Edeka Paderborn, mit Sitz in Paderborn, und der Edeka-Genossenschaft aus Arnsberg auf die Edeka Anröchte eGmbH, mit Sitz in Anröchte kam es im März 1971 zu einer weiteren Fusion auf dem heutigen Absatzgebiet der Edeka Rhein-Ruhr. Es folgten im September 1971 mit der Verschmelzung der Edeka-Genossenschaft in Hagen-Delstern auf die Edeka Wuppertal, mit Sitz in der gleichnamigen Stadt und im November 1971 mit der Verschmelzung der Edeka Mönchengladbach (Mönchengladbach) auf die Edeka Aachen (Aachen) die nächsten Fusionen. Auch 1972 kam es zu weiteren Verschmelzungen. So übernahm im April 1972 die Edeka Köln-Düsseldorf die Edeka Brühl eGmbH aus Brühl, die Edeka Bochum übernahm wiederum im November 1972 die Edeka Recklinghausen-Datteln eGmbH, mit Sitz in Recklinghausen. Im September 1973 verschmolz erneut eine Genossenschaft, diesmal die Edeka Solingen-Remscheid mit Sitz in Solingen, auf die Edeka Wuppertal. Die Edeka Großeinkauf Koblenz eG, mit Sitz in Koblenz verschmolz im Juni 1974 auf die Edeka Mittelrhein. Zu Beginn des Jahres 1974 änderte sich der Sitz Edeka Sieg-Rhein eG von St. Augustin-Menden auf Hennef (Sieg), ab Oktober 1974 die Edeka Aachen von Aachen-Haaren nach Alsdorf. Ab September 1975 verlegte auch die Edeka Mittelrhein ihren Sitz, von Bonn-Bad Godesberg nach Meckenheim. Bereits ab Mai 1972 verlegte die Edeka Duisburg ihren Sitz von Mülheim an der Ruhr nach Moers. Diese baute auch ihren Einfluss weiter aus. Im November 1976 verschmolz die in Köln ansässige Edeka Köln-Düsseldorf eG auf die Genossenschaft, bereits im Juni des gleichen Jahres verschmolz die Edeka Gronau-Nordhorn, mit Sitz in Gronau auf die Edeka Münsterland, mit Sitz in Greven. Am 30. Mai 1979 beschloss die Generalversammlung der mit dem Statut vom 12. Oktober 1920 gegründeten Genossenschaft Edeka Iserlohn mit der Edeka Wuppertal zu verschmelzen, im Oktober 1983 folgten die Edeka Bochum und die Edeka Ruhr-Lippe, die ebenfalls auf die Edeka Wuppertal verschmolzen. Eine weitere Verschmelzung fand durch die Fusion der Edeka Münsterland mit der Edeka Anröchte im November 1985 statt, wobei die Edeka Münsterland auf die Edeka Anröchte verschmolz. Zu einer weiteren Fusion der Edeka Duisburg mit einer anderen Edeka-Genossenschaft kam es im Januar 1987. Die Edeka Mittelrhein verschmolz auf die Edeka Duisburg.

### Weitere Verschmelzungen und Übernahmen (1990–1998)
Das neue Jahrzehnt begann u. a. mit der Sitzverlegung der Edeka Aachen von Alsdorf nach Roetgen, im März 1990. Im Juni 1991 verschmolz die Edeka Sieg-Rhein eG ebenfalls mit der Edeka Duisburg. Am 27. Oktober 1993 wurde auf der Generalversammlung der Edeka Duisburg zwei Verschmelzungen zugestimmt. Neben der Edeka Anröchte eG wurde auch die Edeka Wuppertal eG übernommen. Die Götzen Lebensmittelhandelgesellschaft verkauft 1995/1996 27 Supermärkte an die Edeka Duisburg, mit Standorten in Duisburg, Krefeld und Oberhausen. Zum 1. März 1998 übernimmt die Edeka Duisburg die KG Dortmund-Kassel, eine Nachfolgegesellschaft der Ende der 1980er-Jahre zerschlagenen Co op AG. Es werden 177 Standorte übernommen, 148 Co op-Märkte wurden bis Juli 1999 komplett auf EDEKA aktiv markt umgeflaggt, 38 Standorte sind zu diesem Zeitpunkt bereits an selbstständige Kaufleute abgegeben worden. Die zusätzlich 29 übernommenen Pro-Märkte wurden im gleichen Zeitraum auf EDEKA neukauf umgeflaggt. Sie wurden alle als Regiemärkte weitergeführt. Zum 1. Juli 1998 wurden von der AVA AG 67 Märkte der Vertriebslinien allfrisch (47 Standorte, Supermärkte) und Preisgut (20 Standorte, Discounter) übernommen, wovon 21 allfrisch- und 12 Preisgut-Märkte auf dem Absatzgebiet der Edeka Minden-Hannover zum 1. Januar 1999 an eben jene Handelsgesellschaft abgegeben wird. Im Absatzgebiet der ehemaligen Edeka Duisburg belieferte die Gesellschaft Ende 1998 1065 Edeka-Märkte, im Absatzgebiet der Edeka Essen befanden sich zum gleichen Zeitpunkt 136 Standorte.

### Zusammenschluss zur Edeka Rhein-Ruhr und heutige Situation (1999–)

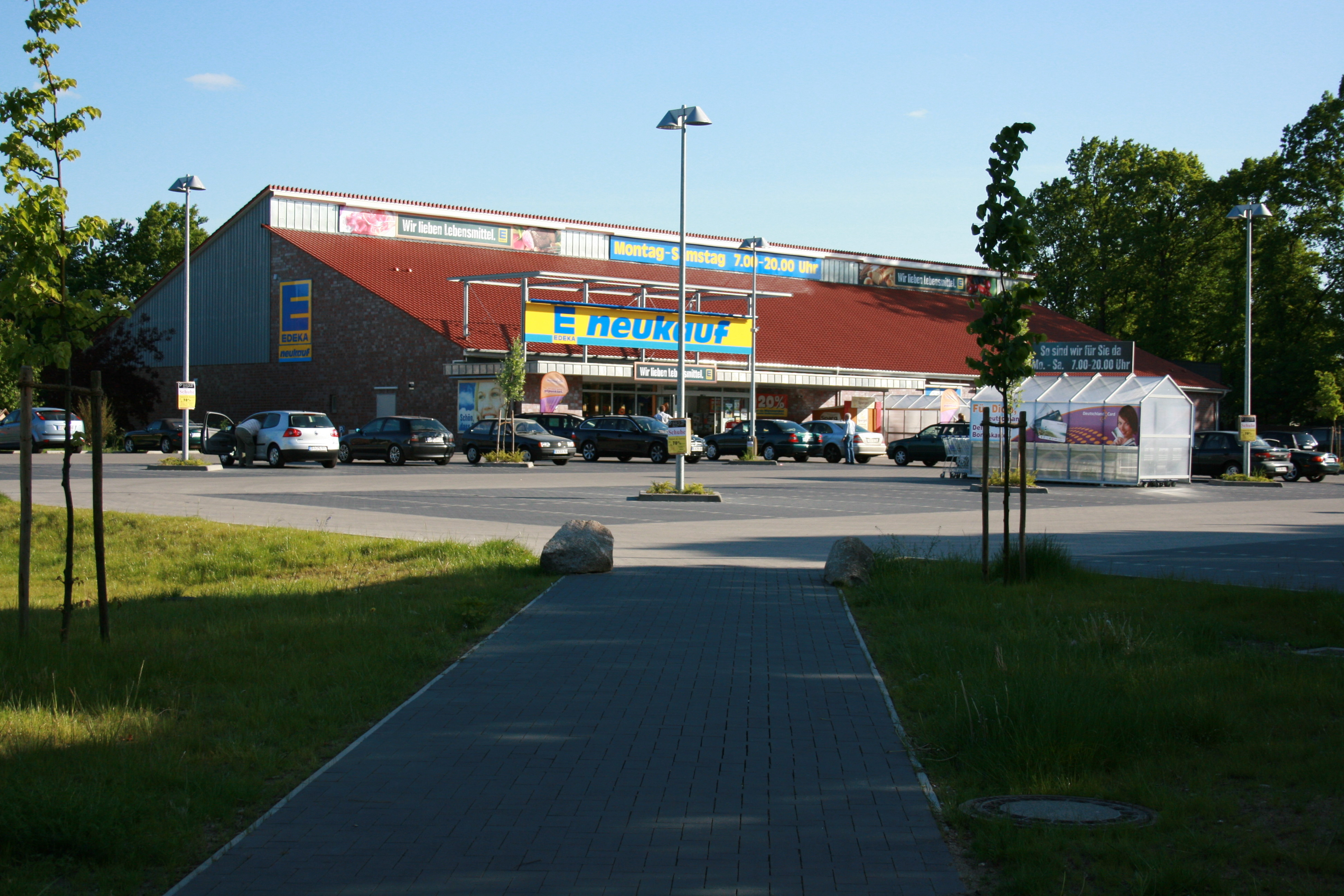
Der als EDEKA neukauf betriebene Regiemarkt in Neuenkirchen, heute befindet sich hier ein privatgeführter EDEKA.

Zum 1. Januar 1999 verschmolzen die Regionalgesellschaften Edeka Duisburg und die Edeka Essen zur Edeka Rhein-Ruhr. Die Genossenschaften bestanden weiter, im August 2000 übernahm so die Genossenschaft Edeka Duisburg die Edeka Aachen. Mit den 35 im eigenen Absatzgebiet befindlichen Marktkauf-Häusern der ehemaligen AVA AG wurden ab 2007 die Standorte vom Edeka-Verbund bzw. der AVA AG an die Regionalgesellschaften abgegeben. Die Edeka Rhein-Ruhr übertrug einen Teil der Häuser an selbstständige Kaufleute. Vor allem im Obst- und Gemüsesektor führt die Edeka Rhein-Ruhr seit 2010 eine eigene Handelsmarke. Mit meinLand sollen vor allem regionale Lebensmittel von lokalen Bauern gefördert werden. Mit der Abgabe der Sparten Groß- und Verbrauchermärkte der Ratio-Handelsgruppe im Oktober 2010 an die Edeka, wurden auch Ratio-Märkte an die Edeka Rhein-Ruhr abgegeben. So trug der Markt in Ratingen bis zu seiner Schließung am 31. Dezember 2022 noch den Namen Ratio, war jedoch vollständig in die Marktkauf-Vertriebsschiene integriert. Am 28. Oktober 2010 bewilligte das Bundeskartellamt unter Auflagen die Übernahme der Getränkemarktkette Trinkgut durch die Edeka Rhein-Ruhr. Gleich zwei Mal (2008 und 2016) gab es Überlegungen innerhalb des Edeka-Verbunds die beiden Regionalgesellschaften Edeka Hessenring und Edeka Rhein-Ruhr zu fusionieren. Letztlich wurde im November 2016 bekannt, das Fusionen weiterer Regionalgesellschaften ausgeschlossen seien. Mit der Übernahme von zehn Standorten der Bünting-Gruppe flaggten die Combi-Märkte in Anröchte, Bad Bentheim, Beckum, Beverungen, Erwitte (zwei Märkte), Geseke, Hamm-Herringen, Hamm (Marker Allee) und Steinheim ab dem 2. Quartal 2018 auf Vertriebslinien der Edeka Rhein-Ruhr um. Im April 2019 erfolgte die Verschmelzung der Genossenschaft Edeka Essen eG und Edeka Duisburg eG zur Edeka Rhein-Ruhr eG. Seit dem 30. August 2021 sind die Edeka Rhein-Ruhr und Trinkgut Handelspartner der DeutschlandCard. Im gleichen Monat eröffnete die neue Zentrale in Moers, mit dem eigens dafür eingerichteten Edekaplatz. Am Platz befinden sich neben den Büroflächen seit Anfang September 2021 Einzelhandelsflächen, darunter ein Trinkgut und ein EDEKA center. Das ab 2019 im Bau befindliche Zentrallage in Oberhausen konnte am 21. September 2021 offiziell eröffnet werden. Bereits ab Juni 2021 war das Tiefkühllager aus dem ehemaligen Standort in Moers in das neue Lager umgezogen. Die Lagerhallen mit einer Größe von 90.000 m² befinden sich auf einem Areal von insgesamt 288.000 m². Mit der Investition in die technische Infrastruktur von gut 90 Millionen Euro, kostete die Umsetzung insgesamt 200 Millionen Euro.

## Fusionen
1. 1 2 3 4 5 6 7 8 9 10 11  Gründungsjahr unbekannt
2. ↑  Name der Genossenschaft vor Fusion mit der Edeka Düsseldorf im November 1967 unbekannt

## Markttypen

### EDEKA
Bis zu einer Verkaufsfläche von 2.500 m² bezeichnet die Edeka Rhein-Ruhr die Super- und Verbrauchermärkte als Edeka. Es werden dabei bis zu 30.000 Artikel geführt, hauptsächlich Lebensmittel.

### EDEKA Center
Als EDEKA center flaggen bei der Edeka Rhein-Ruhr Standorte mit einer Verkaufsfläche bis zu 6.000 m². Es werden bis zu 40.000 Artikel, aus dem Lebensmittel- sowie dem haushaltsnahen Non-Food-Segment.

### Marktkauf
Unter der Vertriebsschiene Marktkauf betreibt die Edeka Rhein-Ruhr großflächige SB-Warenhäuser. Dabei werden (Stand: 7. Januar 2023) 22 Standorte als Regiemärkte über die Tochtergesellschaft Marktkauf Einzelhandelsgesellschaft Rhein-Ruhr mbH sowie 13 Häuser von selbstständigen Kaufleuten betrieben. Die Fläche kann sich dabei auf bis zu 12.000 m² erstrecken. Dabei werden über 50.000 Artikel geführt, aus dem Lebensmittel- sowie Non-Food-Segment.

### Trinkgut
Seit Oktober 2010 gehört das 1978 gegründete Getränkemarktunternehmen zur Edeka Rhein-Ruhr. Nach der Übernahme setzte Trinkgut seinen Expansionskurs, als Auflage des Kartellamtes, für 2 Jahre nicht fort. Ebenfalls durch eine Auflage musste Trinkgut einige Märkte abstoßen. So hatte das Unternehmen Ende 2011 nur noch 214 Filialen. Am ersten Tag nach Ablauf der 2-jährigen Frist eröffnete Trinkgut gleich 3 Filialen und expandiert seitdem weiter. Nach der Übernahme wurden viele Top-, Edeka- und Marktkauf-Getränkemärkte auf Trinkgut umgestellt bzw. bei Neueröffnungen von vornherein in einer Edeka/Marktkauf-Trinkgut-Kombination eröffnet. 2021 betrieb das Unternehmen 256 Märkte.

### Weitere und ehemalige Vertriebslinien
Im Zuge von Übernahmen flaggen die Märkten bei der Edeka Rhein-Ruhr bis zum Umbau unter der ehemaligen Vertriebslinien. So waren noch bis 2018 einige Kaiser’s Tengelmann-Märkte unter dem bisherigen Namen in Betrieb. Als letzter Standort bundesweit wird noch heute von der Edeka Rhein-Ruhr ein Kaiser’s in Hilden betrieben. Darüber hinaus wird bis zur Umflaggung der Marktkauf-Standort in Dülmen seit seiner Übernahme weiterhin als Real betrieben. Gleichermaßen verfuhr man bei den ehemaligen Real-Standorten in Hagen-Bathey sowie in der Schlüterstraße in Düsseldorf, der bis Oktober 2022 als Emmas Enkel flaggte. Von seiner Übernahme durch im Oktober 2010 bis zu seiner Schließung am 31. Dezember 2022 trug der Ratio-Markt in Ratingen ebenfalls seinen alten Namen weiter.

### Logos

Logo von EDEKA
Logo von MARKTKAUF
Logo von trinkgut

## Produktionsbetriebe

### Bäckerei Büsch
Die Büsch GmbH ist ein Bäckereibetrieb mit Sitz in Kamp-Lintfort. Das mit 214 Standorten vertretene Unternehmen wurde als Familienbetrieb in den 1970er-Jahren gegründet und gehört seit 2002 zur Edeka Rhein-Ruhr.

### Fleischhof Rasting
Die Fleischhof Rasting GmbH (kurz: Rasting) ist ein Lebensmittelunternehmen, seit 1984 mit Sitz im nordrhein-westfälischen Meckenheim bei Bonn, und einem weiteren Betrieb in Essen. Das Unternehmen ist einer der größten Fleischverarbeitungsbetriebe in Nordrhein-Westfalen und gehört als Tochterunternehmen zur Edeka Rhein-Ruhr. Bereits ab 1964 gehörte es dabei als Tochtergesellschaft zur Edeka Mittelrhein.

## Weitere Bereiche
Die Edeka Rhein-Ruhr ist mit 35 % an der Deutschland-Gesellschaft vom Online-Supermarkt Picnic beteiligt und liefert den Großteil der Lebensmittel, weshalb sich im Sortiment diverse Produkte von Edeka-Eigenmarken befinden. Geliefert wird u. a. in 45 Städten in Nordrhein-Westfalen (Stand April 2021).